# Sokol grad (Konavle)
Sokol grad ili Sokol kula jest utvrda u mjestu Dunavama u Konavlima. Prvi sačuvan pisani spomen utvrde je iz 1391. godine iako je utvrda ili njena preteča postojala i ranije. Riječ je o utvrdi bosanskih velikaša (prije njih tu je postojala ilirska gradina te rimska i bizantska utvrda) koja je došla u posjed Dubrovačke Republike godine 1420., po prodaji Konavala. Od tad počinju kontinuirani radovi na njenoj dogradnji, preuređenju, pojačanju, naoružavanju i održavanju. Na području na kojem je utvrda nalaze se tragovi života stari 4000 godina. Preživjela je veliki potres 1667. godine. U pismohranskim spisima nakon 1672. više se ne spominje što navodi na zaključak da je poslije te godine bila napuštena. Kako je to bilo uobičajeno kod napuštenih utvrda, okolni žitelji poslužili su se njenim kamenjem za izgradnju svojih kuća i ogradnih i potpornih međa te ju tako dobrano razgradili. Ono što je od utvrde ostalo konzervirano je i kontinuirano se održava. U travnju 2013. utvrdu je potpuno obnovilo Društvo prijatelja dubrovačke starine (koje ju je od Crkve koja ju je posjedovala utvrdu otkupilo 1970.) te je postala pristupačna posjetiteljima uz naplatu ulaznica. U prvih 9 mjeseci 2013. godine Sokol grad je razgledalo 5800 posjetitelja.

## Vanjske poveznice
- DPDS - Sokol grad  Arhivirana inačica izvorne stranice od 3. srpnja 2013. (Wayback Machine)
- (boš.) Kurtović, Esad; Filipović, Emir O.: Četiri bosanska Sokola, Gračanički glasnik, Dodatak, 32/16